# Hyptia gracilis
Hyptia gracilis är en stekelart som först beskrevs av Günther Enderlein 1905.  Hyptia gracilis ingår i släktet Hyptia och familjen hungersteklar. Inga underarter finns listade i Catalogue of Life.